# Baston
Baston – wieś w Anglii, w hrabstwie Lincolnshire, w dystrykcie South Kesteven. Leży 61 km na południe od Lincoln i 134 km na północ od Londynu.